# Jean Toffey Ekonian
Jean Toffey Ekonian, född 1935, död 3 oktober 2012, var en friidrottare från Elfenbenskusten. Han deltog vid olympiska sommarspelen 1964.